# Гражданская авиация (журнал)
«Гражданская авиация» — советский и российский популярный авиационный журнал, основан в 1931 году. С 2019 года журнал издается при поддержке Федерального агентства воздушного транспорта (Росавиация).

## История
Начало 1931 года было отмечено тем, что Совет народных комиссаров СССР принял несколько значимых постановлений, вносящих новшества в отрасль гражданской авиации. В этот период стройки ГВФ получают важный статус — «внеочередные важнейшие объекты третьего года первой пятилетки».
Именно 1931-й рассматривается не иначе, как первый год широчайшего авиационного строительства в СССР. Таким образом, задумывается появление новой отрасли народного хозяйства, а чтобы помочь этому, было решено выпускать профессиональный отраслевой авиационный журнал, получивший название «Гражданская авиация». В мае 1931 года вышел в свет первый номер.
В первых выпусках «Гражданской авиации» публиковались ученые и изобретатели с мировым именем, в том числе К. Э. Циолковский. Публиковались подробные чертежные схемы авиационных двигателей в разрезе, доскональные разборы новых моделей самолетов: характеристики, особенности, преимущества и недостатки, вид изнутри и снаружи. Читателей знакомили со всеми деталями строительства новых отечественных и зарубежных аэропортов. Эти публикации были адресованы работникам отрасли — многие десятилетия журнал выписывали отраслевые профессионалы. Но, в то же время, в журнале печатались труды Ленина, Сталина, «Малая земля» Брежнева. Важную роль играла и литературно-развлекательная составляющая: приключенческая проза, стихи начинающих и известных авторов, зарисовки карикатуристов, кроссворды, шахматные этюды. В лучшие годы своего существования тираж журнала доходил до 100 000 экземпляров.
Первыми ответственными редакторами (так тогда называлась должность главного редактора) были М. Б. Пошеманский, Н. С. Березин, Н. В. Тугаринов, И. В. Широков, В. А. Михельс.
В мае 1941 года вышел в свет последний предвоенный номер журнала. Весь личный состав Гражданского Воздушного Флота перестроился на военный лад, и все его силы были брошены на разгром немецко-фашистских захватчиков. Необходимость в издании журнала отошла на второй план, и его выпуск возобновился лишь через десять лет после Победы — в январе 1955 года.
В гражданской авиации начиналась тогда эра реактивной авиации, и коллектив журнала активно включился в борьбу за внедрение достижений научно-технического прогресса, подготовку авиационных кадров новой формации, освоение новых технологий.

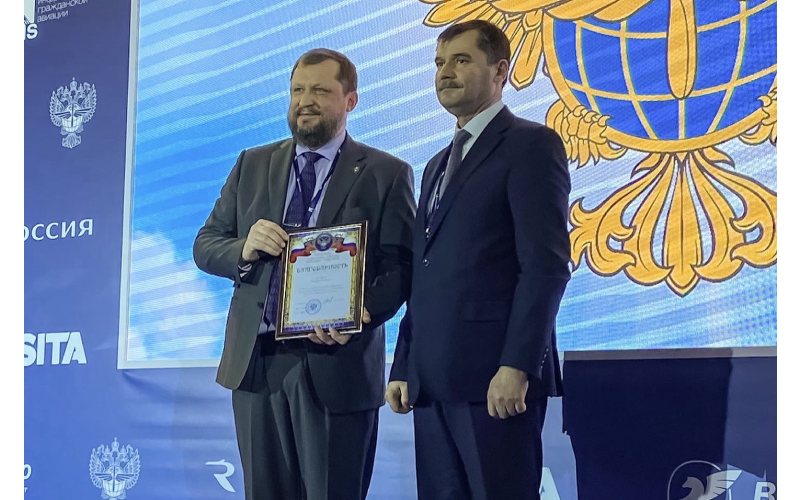
Вручение благодарности главному редактору Д. Шаклеину, 2020 г.

Для улучшения журнальных публикаций той поры и повышения их действенности многое сделали главные редакторы Н. А. Захаров, В. Н. Шапошников, Б. М. Евтеев, И. Н. Туркин. Вместе с ними активно трудились заместители главного редактора К. А. Самсонов и И. И. Волокитин, редакторы ведущих отделов И. Г. Григорьев, Л. С. Маланчев, Н. В. Рейфман, В. Н. Гольцов, В. В. Горский. Эстафету старших поколений уверенно продолжили И. Н. Хворостина, Б. С. Орлов, И. В. Казанский, Н. А. Гущин, В. А. Гребнев, Н. В. Ячменникова, Г. А. Феклюнина, Т. Г. Суворова, Л. В. Гуржий и другие сотрудники редакции.
В ноябре 1975 года главным редактором журнала был назначен Анатолий Михайлович Трошин, бессменно проработавший на этом посту более сорока лет — дольше должность главреда одного издания в истории советской и российской журналистики не занимал никто. Неслучайно его называют не иначе, как «летописец отрасли». «Для меня и многих коллег по авиационной отрасли журнал до сих пор ассоциируется с именем его легендарного редактора. Человек, беззаветно преданный своему делу, пользовавшийся безусловным авторитетом и безупречной личной репутацией. Его называли летописцем гражданской авиации страны», — вспоминает главного редактора первый заместитель министра транспорта — руководитель Федерального агентства воздушного транспорта Александр Васильевич Нерадько.
Вплоть до передачи функций Министерства гражданской авиации СССР (МГА) Министерству транспорта РСФСР в 1991 году журнал издавался МГА совместно с ЦК профсоюза авиаработников. В 1990е «Гражданская авиация» искала свое место в новой жизни, боролась за существование и независимость. После развала СССР журнал стал претерпевать не только внешние, но и внутренние изменения. Однако, как вспоминал об этом времени Анатолий Трошин, «журнал удалось сохранить».
Со временем менялась специфика журнала, которая отражалась в расшифровке названия: «государственное авиационное и автотракторное издательство», «ежемесячный профессиональный авиационный журнал», «aviation monthly international» и др. Нынешняя аннотация к названию — «популярный авиационный журнал».
В 2018 году главным редактором журнала стал Д. И. Шаклеин. Концепция издания продолжает состоять в том, чтобы, создавая интересный современному читателю контент, сохранять лучшие традиции старейшего авиационного журнала, продолжать непрерывную «летопись» нашей авиаиндустрии. Так, одной из ключевых редакционных задач стала полная оцифровка бумажных выпусков журнала за все годы.

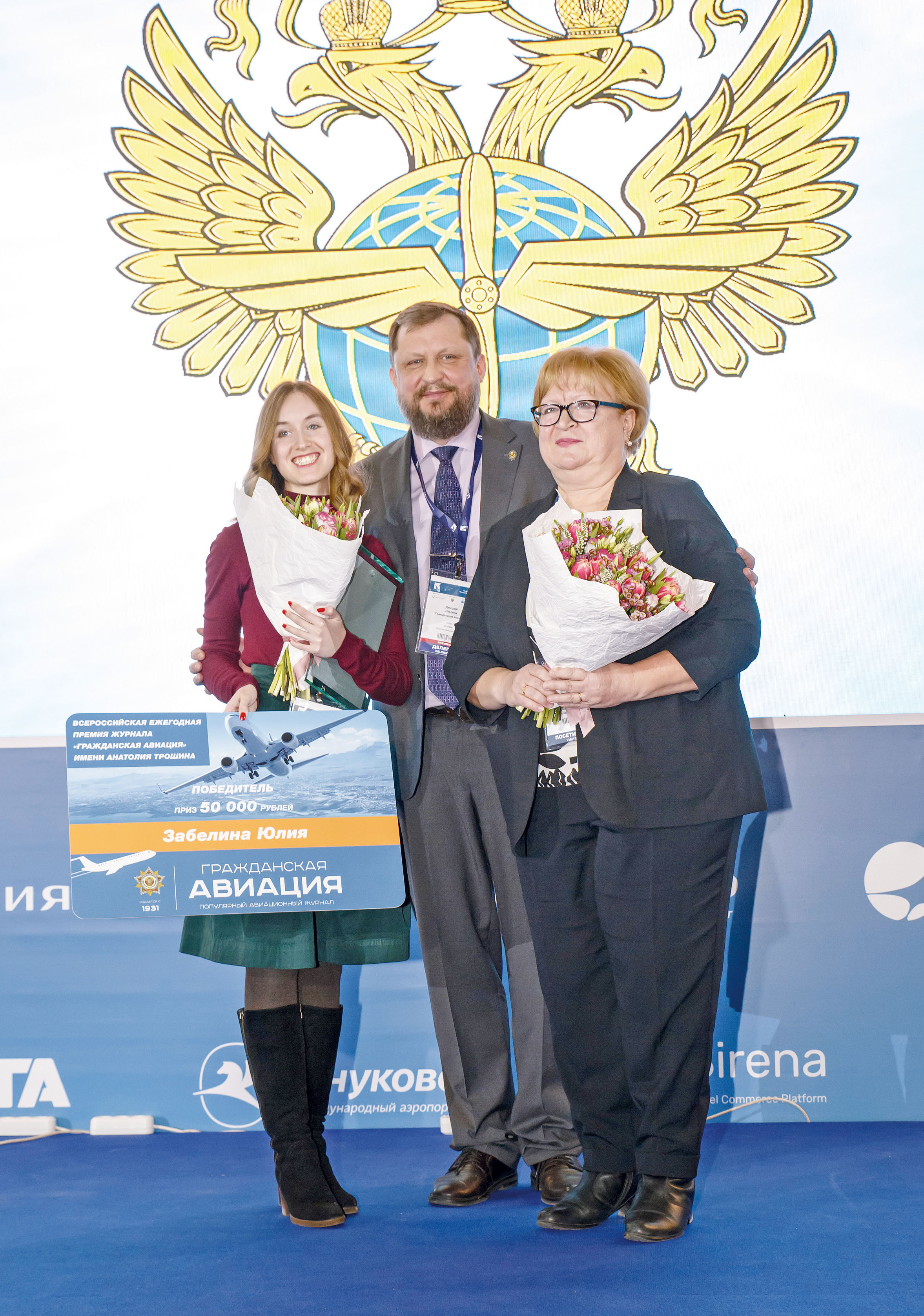
Награждение творческой премией журнала «Гражданская авиация» имени Анатолия Трошина, 2020 г.

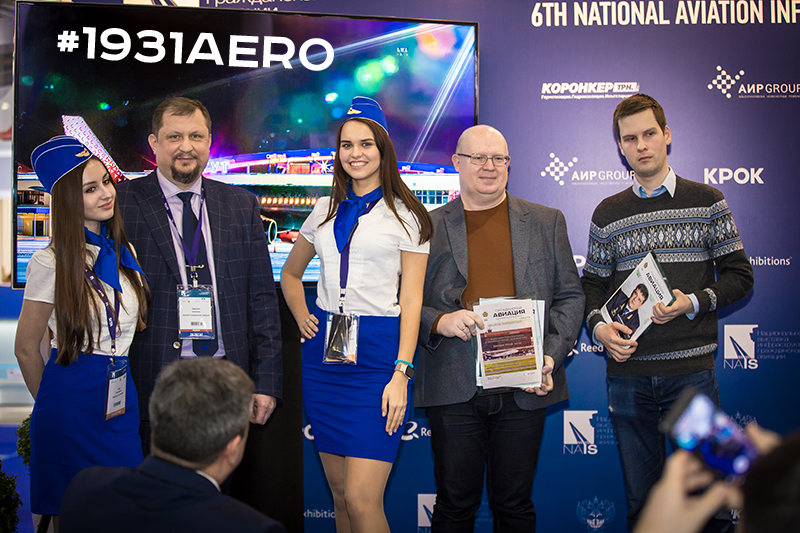
Награждение победителей I Всероссийского конкурса журнала «Гражданская авиация» по авиаспоттингу, 2019 г.

## Тематика и организация работы журнала

### Целевая аудитория
- Руководители авиационной отрасли — 10 %
- Квалифицированные специалисты — 40 %
- Авиапассажиры — 50 %

### Основные рубрики
АЭРОПОРТЫ
Самое интересное из жизни воздушных гаваней России и мира
АВИАКОМПАНИИ
Самое интересное из жизни воздушных перевозчиков России и мира
АВИА-ТРЕВЕЛ
Экспертиза авиационных маршрутов, путешествия, туризм
АВИАПРОМ
Актуальные темы производства воздушных судов
АВИА-НЯНЯ
Сюжеты о том, как дети выбирают свое будущее в авиации
БЕЗОПАСНОСТЬ
Проблематика и перспективные технологии безопасности полетов
ДАЛЕКОЕ — БЛИЗКОЕ
Истории и судьбы на страницах архивных номеров журнала: день сегодняшний
КОСМОС
Материалы о проблемах и перспективах освоения космического пространства
МАЛАЯ АВИАЦИЯ
О развитии авиации общего назначения в России и в мире
ОБРАЗОВАНИЕ
Все об обучении будущих авиационных специалистов
ПЕРСОНА
Эксклюзивные интервью отраслевых руководителей и медийных лиц
ПОЗДРАВЛЯЕМ С ДНЕМ РОЖДЕНИЯ!
Журнал поздравляет известных в авиационной отрасли людей
РОСАВИАЦИЯ — ОТВЕЧАЕТ!
Официальные комментарии по актуальным вопросам авиаиндустрии
СТРАНИЦЫ ИСТОРИИ
Исторические фигуры и события в мире авиации
СТУДЕНТЫ В АВИАЦИИ
Обзор публикаций студентов авиационных вузов и профильных соцсетей
СПОТТИНГ 
Галереи работ авиационных фотографов
ФОРУМ
Репортажи с крупнейших отраслевых конгрессов
ФЛАЙ-ХАК
Практические советы авиапассажирам
ЧТИВО
Интересные люди о себе и роли авиации в своей жизни
ЭКИПАЖ
Проблемы кадров авиационной индустрии
ЭКСПЕРТИЗА
Авторитетные эксперты — колумнисты «Гражданской авиации»
ЮРИСТЫ ОБ АВИАЦИИ
Правовая оценка острых и конфликтных вопросов в сфере воздушных перевозок
ЮМОР
Самое смешное в мире авиации

### Редакционный совет
- Дмитрий Иванович Шаклеин — главный редактор
- Александр Васильевич Нерадько — в прошлом первый заместитель министра транспорта — руководитель Федерального агентства воздушного транспорта (Росавиации)
- Борис Петрович Елисеев — ректор Московского государственного технического университета гражданской авиации
- Артур Николаевич Чилингаров — депутат Государственной Думы Федерального Собрания Российской Федерации, первый вице-президент Русского географического общества
- Владимир Николаевич Тасун — президент Российской ассоциации эксплуатантов воздушного транспорта
- Василий Сергеевич Шапкин (Q111695286) — первый заместитель генерального директора Национального исследовательского центра «Институт имени Н. Е. Жуковского»
- Наталья Борисовна Забродина — главный врач ФБУ «Центральная клиническая больница гражданской авиации» (ЦКБ ГА)

### Распространение
- Платная подписка — 19 %
- Крупнейшие авиационные форумы — 30 %
- Аэропорты и авиакомпании — 30 %
- Центральные и региональные отраслевые учреждения — 20 %
- Адресная доставка первым лицам компаний и органов власти — 5 %
- Платная электронная версия на сайте — 8-15 % (ежемесячный рост скачиваний)
- Электронное приложение — 5-10 % (ежемесячный рост скачиваний)
- Совокупная аудитория более — 4,2 миллиона (январь-май 2020 года)

### Специальные проекты
Журнал «Гражданская авиация» реализует ряд спецпроектов:
ВСЕРОССИЙСКАЯ ЕЖЕГОДНАЯ ПРЕМИЯ ЖУРНАЛА «ГРАЖДАНСКАЯ АВИАЦИЯ» ИМЕНИ АНАТОЛИЯ ТРОШИНА
В 2019 году журнал учредил ежегодную творческую премию в память о Анатолии Михайловиче Трошине — человеке, который возглавлял издание более 40 лет, внес огромный вклад в развитие авиационной журналистики и авиаиндустрии в целом. Премия поощряет творчество молодых — к участию приглашаются пишущие об авиации авторы в возрасте до 30 лет. В состав жюри входят известные журналисты, писатели, эксперты авиационной индустрии. Победителю вручается диплом и премия — единовременная выплата в размере 50 000 рублей. Первое вручение состоялось 9 февраля 2020 года на VIII Национальной выставке и форуме инфраструктуры гражданской авиации NAIS (победитель — Юлия Забелина)..
ВСЕРОССИЙСКИЙ КОНКУРС ЖУРНАЛА «ГРАЖДАНСКАЯ АВИАЦИЯ» ПО АВИАСПОТТИНГУ
Журнал проводит ежегодные этапы конкурса российских споттеров. Для участия в фотоконкурсе необходимо: разместить фотоработу в своем аккаунте в Instagram и/или Facebook с хэштегом #1931aero, через нижнее подчеркивание указать порядковый номер номинации (например: #1931aero_1); подписаться на аккаунты журнала «Гражданская авиация» в Instagram (@1931.aero) и/или Facebook (журнал «Гражданская авиация»); поставить «лайк» к посту о конкурсе; отметить двух друзей в комментарии к посту.
ПРЕМИЯ «ПРОФЕССИОНАЛ ГОДА»
Общественная форма поощрения руководителей, специалистов и коллективов организаций, содействующих развитию индустрии воздушных перевозок и сопутствующей инфраструктуры. Конкурсный отбор проводят Организационный комитет Премии и Экспертный совет журнала «Гражданская авиация». Участниками Премии могут стать любые руководители и специалисты, представившие все необходимые документы в Организационный комитет премии в установленные сроки. Участник может быть рекомендован любой организацией, действующей в рамках законодательства РФ. Участником также может стать любая организация или предприятие, если Оргкомитет принимает решение отметить профессиональные заслуги целого коллектива.

## Награды
- Орден Дружбы народов (05.06.1981)[11]
- Почётная грамота Государственной Думы Федерального Собрания Российской Федерации
- Журнал неоднократно поощрялся министерствами и ведомствами, Союзом журналистов СССР и Союзом журналистов России, другими общественными организациями